# 2 Sins
2 Sins là một bộ đôi hip hop người Mỹ đến từ Detroit, Michigan. Họ được biết đến với ca từ bạo lực và được biến đến rộng rãi nhờ bản phát hành bán chạy nhất ra mắt năm năm 1994, Look What Hell Created.

## Tiểu sử
Các thành viên trong bộ đôi, Low Life và Lethal sinh ra và lớn lên ở Detroit, Michigan. Họ bắt đầu làm âm nhạc cùng nhau vào đầu năm 1993. Album đầu tiên của họ, mang tên Look What Hell Created, được phát hành vào mùa hè năm 1994. Họ tiếp tục thu âm và sản xuất hơn 16 album và EP.

## Danh sách đĩa hát

### Album và EP
| Năm  | Tiêu đề                                          | Xếp hạng |
| ---- | ------------------------------------------------ | -------- |
| 1994 | Look What Hell Created                           | —        |
| 1995 | Devil'z Night: Let the City Burn                 | —        |
| 1997 | Last Day on Earth                                | —        |
| 2004 | Welcome to Hell                                  | —        |
| 2005 | Return of the Wicket: The E.P.                   | —        |
| 2005 | That Sinful Shit: Underground Bootleg Vol. 2     | —        |
| 2006 | Decade of Evil: Best of the Early Years          | —        |
| 2006 | Hell Awaits (with Stitch Mouth)                  | —        |
| 2007 | That Sinful Shit, Vol. 2                         | —        |
| 2007 | Underground Bootleg Volume 1: An Adult Nightmare | —        |
| 2008 | Street Testament                                 | —        |
| 2009 | B4 the Storm (Lethal)                            | —        |
| 2009 | The Exorcist (Low Life)                          | —        |
| 2011 | Last Day on Earth                                | —        |
| 2011 | Look What Hell Created                           | —        |
| 2011 | Rest In Peace Tha Album                          | —        |
| 2012 | Underground Bootleg: The Ultimate Collection     | —        |
| 2012 | Devil'z Night                                    | —        |

### Đĩa đơn
| Năm  | Tiêu đề                   |
| ---- | ------------------------- |
| 2010 | Rest in Peace (1994-2009) |

### Biểu diễn chính
| Năm  | Tiêu đề                        |
| ---- | ------------------------------ |
| 2005 | Jadius - The Mixtape           |
| 2006 | C Kane - Show No Mercy         |
| 2007 | Jadius - American Psycho       |
| 2009 | C Kane - Farewell To The Flesh |